# Brđani (Brus)
Brđani (Servisch cyrillisch Брђани) is een plaats in de Servische gemeente Brus. De plaats telt 198 inwoners (2002).